# Шпудейко, Владимир Васильевич
Влади́мир Васи́льевич Шпуде́йко (укр. Шпудейко Володимир Васильович; род. 27 октября 1959, Ровно) — советский и украинский актёр театра эстрады и кино, стэп-танцовщик (чечётка), хореограф, педагог.

## Биография
Владимир Шпудейко родился 27 октября 1959 года в городе Ровно Украинской ССР. В 6 лет Владимир принимал участие в программе Государственного ансамбля танца Украины под управлением Вирского. Окончил Киевское хореографическое училище (1977).

С 15 лет начал сниматься в кино. Главная роль Федьки в фильме «Там, вдали, за рекой» (1975) принесла большую любовь и популярность у зрителей.

После службы в армии был приглашён работать на киностудию им. А. Довженко. Снялся в 30 кинофильмах.

Лауреат многих кинофестивалей («Молодые-молодым» (1976), «Человек труда на экране» (1977), «Молодость-83»).
В 1997 году открыл первую на Украине школу чечётки «Джаз-степ-танц-Класс!». На телеканале «ТЕТ» выступил в роли автора, телеведущего и хореографа в программе «Джаз-степ-танц КЛАСС!» (режиссёр — Галина Шигаева), которая завоевала 6 Гран-при на фестивалях «Золотой цыплёнок», «Золотая Эра», «Золота Хвиля», «Золотая фортуна», Международный фестиваль телепрограмм «Бархатный сезон», Международный фестиваль журналистики «Вера. Надежда. Любовь».
С 1999 года Владимир Шпудейко организовал первый на Украине танцевальный коллектив чечёточников «Джаз-степ-танц КЛАСС!». В том же году «Джаз-степ-танц КЛАСС!» завоевал первые премии в пяти номинациях на «Степ-Параде 99».

## Роли в кино
- 1975 — Там вдали, за рекой — Федька Панько
- 1977 — Весь мир в глазах твоих… — Виктор Голиков
- 1980 — Долгие дни, короткие недели… — Чебуланкин
- 1980 — Школа — Бурдюков
- 1981 — Золотые туфельки — зритель с цветами
- 1982 — Семейное дело
- 1982 — Тайны святого Юра
- 1983 — Три гильзы от английского карабина
- 1983 — Черный замок Ольшанский
- 1984 — В лесах под Ковелем — Миша Глазок
- 1984 — Лучшие годы — Саша Клименко
- 1984 — Что у Сеньки было? — связист
- 1985 — Свидание на Млечном пути — шофёр
- 1985 — Рассказ барабанщика — молодой Степан Садовский
- 1986 — Ледяные цветы
- 1987 — Жил-был Шишлов — бандит
- 1987 — На своей земле — шофёр
- 1987 — Сказка о громком барабане — красноармеец Снегов
- 1988 — Передай дальше… — матрос Лёша, инвалид войны
- 1990 — Ведьма — Осип
- 1994 — Американский блюз | Amerikanskiy Blyuz (США) — Василий
- 1995 — Гелли и Нок (Украина) — матрос с «Кристины»
- 2006 — Утёсов. Песня длиною в жизнь
- 2009 — Ромашка, кактус, маргаритка — учитель степа
- 2013 — Без права на выбор — Макс
- 2013 — Поводырь — диктор и чечёточник
- 2015 — Нюхач-2 — бомж
- 2016 — Любимая учительница — Гриня

## Награды и признание
- 1976 — Диплом жюри за лучшую мужскую роль (роль Федьки Панько в фильме «Там вдали, за рекой») — на кинофестивале «Молодость-76»[2].
- 1978 — Диплом исполнителю главной роли (роль Виктора Голикова в фильме «Весь мир в глазах твоих») — на Республиканском кинофестивале в Кременчуге[2].